# Hypocras

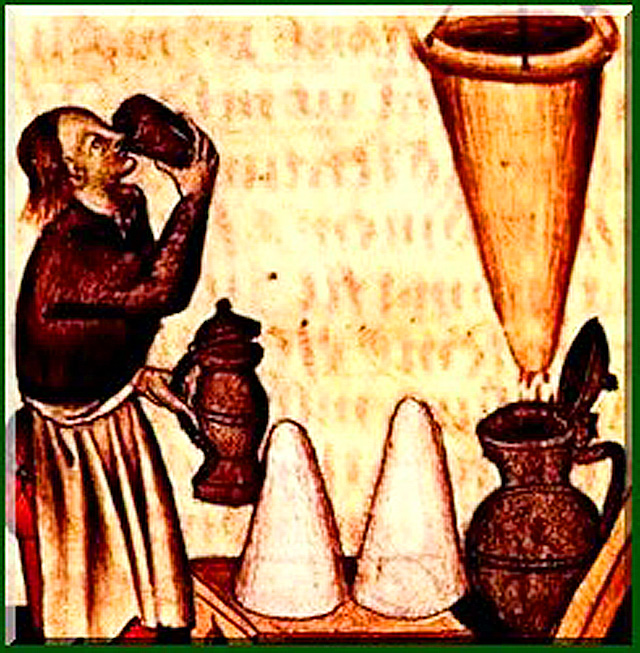
Herstellung und Verkostung von Hypocras im Mittelalter

Der Hypocras oder Ypocras, in anderen Schreibweisen auch Hipocras, Hippocrass, Ypocrasse, Hyppocras, Ipocras, Ippocras oder üpikraz, war ein mit Honig, später auch mit Zucker, stark gesüßter roter Gewürzwein (Würzwein bzw. Kräuterwein), dem man im Mittelalter medizinische Eigenschaften zuschrieb. Die weiße Sorte des Hypocras, früher auch lûtertranc oder claret genannt, heißt in angelsächsischen Wein- und Winzerbüchern clarrey.

## Herstellung
Ein klassisches Rezept von Taillevent, dem Leibkoch Karls V., sieht Zimt, Gewürznelken und Orangenblüten als aromatisierende Zutaten vor. Weitere typische Zutaten sind Ingwer, Kardamom und Rosenwasser anstelle von Orangenblüten, aber auch Majoran, Muskatnuss und Pfeffer wurden verwendet.

## Name
Der Name des als Arznei angesehenen Gewürzweines ist vom Namen des griechischen Arztes Hippokrates abgeleitet, der im Mittelalter auch als Appellativ für angesehene Ärzte sowie als werbewirksames Aushängeschild von Heilmitteln oder Wunderdrogen handelnden Verkäufern. auftaucht. Die Bezeichnung „Hippokrates“ findet sich auch in der Sachbezeichnung Manica Hippocratis („Hippocras-Sack“) einem damals von Apothekern genutzten textilen Filtersack aus Filz, der zur Zubereitung des „Hypocras“ verwendet wurde.

## Geschichte
Gewürzweine kannten schon die Römer. Sie verbreiteten Weine als Nahrungs- und Heilmittel in ihre Provinzen. So sind drei Rezepte in der Naturgeschichte Plinius des Älteren verzeichnet. Genannt wurden diese Weine in Rom Conditum Paradoxum.
Der Tempelritter und Mediziner Arnau de Vilanova erwähnte in seinen Schriften Hippokrates, im alten Katalanisch Ipocras, und gab ein Rezept an, das Zimt verwendete. Die Gewürzweine erinnern an die heute getrunkenen Glühweine und Feuerzangenbowlen.
„Ein Wein? Ein Bier? Ein Hippokras mit Ingwer?“ wird in Richard Strauss’ Oper Der Rosenkavalier angeboten.

## Basler Hypokras
Der im schweizerischen Basel beliebte Hypokras wird aus verschiedenen Rot- und Weißweinsorten, Zucker, Zitronenschale sowie den Gewürzen Ingwer, Grüner Kardamom, Koriander, Muskat, Nelken und Zimt hergestellt. Erstmals erwähnt wird das Getränk bereits im Mittelalter; 1523 gestattete der Grosse Rat von Basel den Handel mit dem süßen Wein. Traditionellerweise getrunken wird er in der Stunde vor und nach dem Jahreswechsel, üblicherweise werden dazu Basler Läckerli serviert.
Der Brauch, am Neujahrstag Hypokras zu trinken, wurde 1996 im öffentlichen Raum von der Zunft zum Goldenen Sternen wiederbelebt. Die Zunft lädt hier die Bevölkerung zur "Neijoorsaadringgede" (Neujahrantrinken) ein, der Hypokras wird dabei aus den Hähnen des Dreizackbrunnens auf dem Münsterberg ausgeschenkt. In traditionsreichen Basler Familien lebt der Brauch ebenso weiter.